# Kapliczka Przemienienia Pańskiego w Łodzi
Kapliczka Przemienienia Pańskiego w Łodzi – jedna z sześciu drewnianych kaplic, zbudowanych w XVII-XVIII w., należących do klasztoru franciszkanów w łódzkich Łagiewnikach. Największa ze wspomnianych obiektów, została zniszczona przez hitlerowców podczas II wojny światowej (w 1943).

## Kaplica – dar pielgrzymów
Kaplica Przemienienia Pańskiego została wybudowana w połowie XVIII w. z ofiar pielgrzymów, jacy licznie przybywali do Łagiewnik. Modrzewiowy budynek postawiono na wzniesieniu przy drodze, obok cmentarza grzebalnego, w odległości ok. 1 km od klasztoru w kierunku północno-wschodnim.
Kaplica, zbudowana w kształcie krzyża łacińskiego, przypominała swym wyglądem wiejski kościółek. Wewnątrz znajdowały się trzy ołtarze: Przemienienia Pańskiego, św. Antoniego oraz św. Onufrego. Obrazy do wspomnianych ołtarzy namalował franciszkanin, o. Piotr Pełczyński. Na święto Przemienienia Pańskiego (6 sierpnia) przy kapliczce obchodzono odpust i urządzano procesję.

## Czas wojny. Współczesność
Podczas II wojny światowej kaplica Przemienienia Pańskiego została zniszczona przez Niemców wiosną 1943 r. Stało się to półtora roku po zniszczeniu i spaleniu trzech innych kaplic: św. Walentego, Matki Bożej Anielskiej oraz kapliczki – domku ojca Rafała.
W 1971 r. na miejscu zniszczonej kaplicy drewnianej postawiono nowy, murowany budynek. Kaplica ta wykorzystywana jest obecnie podczas uroczystości pogrzebowych i w święto zmarłych.

## Zespół kaplic łagiewnickich
Cały zespół franciszkańskich kaplic łagiewnickich liczył sześć budynków:
- kaplica Matki Bożej Anielskiej – zniszczona jesienią 1941;
- kaplica św. Antoniego oraz św. Rocha i Sebastiana – zachowane do dziś;
- kaplica Przemienienia Pańskiego – zniszczona wiosną 1943;
- kaplica cmentarna św. Walentego – zniszczona jesienią 1941;
- kapliczka-domek Rafała – zniszczona jesienią 1941.

## Materiały źródłowe
- Piotr Mielczarek OFMConv., Łagiewniki – kościół i klasztor Franciszkanów. Wydawnictwo Ojców Franciszkanów, Niepokalanów, 1995, ISBN 83-86412-15-1.
- Historia kapliczek i sanktuarium św. Antoniego w Łodzi-Łagiewnikach (z oficjalnej strony franciszkanów - OFMConv.)